# Blansko (Hrochův Týnec)
Blansko jsou malá vesnice a část města Hrochův Týnec v okrese Chrudim. Nachází se asi 2,5 kilometru jihovýchodně od Hrochova Týnce. Blansko leží v katastrálním území Blansko u Hrochova Týnce o rozloze 1,68 km². V katastrálním území Blansko u Hrochova Týnce leží i Skalice. Nachází se zde i blanská kaple.

## Historie
První písemná zmínka o vesnici pochází z roku 1382.